# Ochyrocera aragogue
Ochyrocera aragogue — вид аранеоморфних павуків родини Ochyroceratidae.

## Назва
Вид описаний у 2018 році бразильськими зоологами Антоніо Бресковітом (Antonio D. Brescovit), Ігорем Цізаускасом (Igor Cizauskas) і Леандро Мота (Leandro P. Mota). Названий на честь велетенського павука Арагога — персонажа роману і фільму «Гаррі Поттер і таємна кімната».

## Поширення
Відомий з єдиного місцезнаходження у печері в заповіднику Floresta Nacional de Carajás в муніципалітеті Парауапебас у штаті Пара (Бразилія).

## Опис
Дрібні павуки, завдовжки 2,3 мм; довжина карапакса 0,7 мм. Основне забарвлення жовтувато-зелене. Хеліцери і ноги світло-жовті, стернум жовтувато-сірий.